# Старогордеевка
Ста́рогорде́евка — село в Анучинском районе Приморского края. Входит в состав Анучинского сельского поселения.

## География
Село Старогордеевка стоит на правом берегу реки Арсеньевка.
Село Старогордеевка расположено на автотрассе Осиновка — Рудная Пристань, расстояние до Анучино (на запад) около 10 км, до Арсеньева (на восток) около 22 км.

## Население
| 2001 | 2002 | 2010 |
| ---- | ---- | ---- |
| 154  | ↗203 | ↘161 |

## Улицы
В селе имеются две улицы: Комарова и Ленинская. 

## Экономика
Сельскохозяйственные предприятия Анучинского района.